# Бориспіль (телеканал)
Бориспіль — єдиний телевізійний канал місцевого значення у Борисполі, який транслюється завдяки одній з бориспільських кабельних мереж. 
Телеканал є одним із структурних підрозділів ТелеРадіоСтудії «Бориспіль», яка була створено 31 травня 2007 року за підтримки Бориспільської міської ради.
Телеканал транслює актуальні новини, події Борисполя та авторські телепрограми з різною тематикою.
Розвивається направлення інтернет-телебачення.